# Andro Depolo
Andro Depolo (Korčula, 8. rujna 1942. - 14. lipnja 2022.) bio je hrvatski plivač, bivši državni reprezentativac u plivanju.
Godine 1965. je proglašen za športaša godine u izboru dnevnog športskog lista Sportske novosti.